# مقاطعة ملادا بوليسلاف
مقاطعة ملادا بوليسلاف (بالتشيكية: Okres Mladá Boleslav)‏ هي مقاطعة (أوكريس) في إقليم بوهيميا الوسطى في جمهورية التشيك.
عاصمة هذه المقاطعة هي مدينة ملادا بوليسلاف.

## اقرأ أيضاً
- مقاطعات جمهورية التشيك